# 岡本由季
岡本 由季（おかもと ゆき、旧姓小林・安斉、1977年6月21日 - ）は、ジョイスタッフ所属のフリーアナウンサー。元福島放送・信越放送アナウンサー。

## 来歴
- 長野県上高井郡高山村出身。長野県須坂高等学校、早稲田大学卒業。
- 2001年に福島放送へアナウンサーとして入社。その後2002年に信越放送へ移籍、主にラジオ番組で活躍する。2011年3月末で退職（ただし、アナウンサーとしては「おとなりラジオ あらら…」4月1日放送分まで出演）
- 2004年に結婚。結婚後も当初は旧姓「小林由季」のままで出演していたが、その後は「安斉」を経て、現在は「岡本」に改めている。
- 趣味は料理、お菓子作り。

## 現在の担当番組
- DJクラシック（NHK-FM放送）

第4金曜日「茂木大輔のオーケストラをやってきた」アシスタント
- N響 ザ・レジェンド（NHK-FM放送）アシスタント

## 信越放送での主な担当番組

### SBCラジオ
- おとなりラジオ あらら…（水・木・金曜）
- 歌のない歌謡曲
- YES!県民共済 聞いてなるほど
- モーニングワイド ラジオJ
- わくわくわいど!アッパレ大通り

### SBCテレビ
- 信毎ニュース
- JR レールに乗って
- SBCニュースワイド

## 福島放送での主な担当番組
- ふくしまスーパーJチャンネル